# Fysik 1
Fysik 1 är ett samlingsbegrepp för 100-poängskursen Fysik 1b1 som kan kompletteras med 50-poängskursen Fysik 1b2, och 150-poängs kursen Fysik 1a som innefattar materialet i både Fysik 1b1 och 1b2. Kurserna kan erbjudas på gymnasieskolan och Komvux i Sverige. Kursen Fysik 1a är ett obligatoriskt programgemensamt ämne på naturvetenskapsprogrammet  och teknikprogrammet.

## Innehåll[1]
- Mätningar och mätvärden
- Krafter, jämvikt och tryck
- Energi
- Laddningar och fält
- Spänning, ström och effekt
- Termodynamik
- Linjebunden rörelse
- Kraft och rörelse
- Atom och kärnfysik
- Modern fysik
- Universums utveckling